# گریشات
latitudeگریشاتlongitudeگریشات
گریشات (به انگلیسی: Grayshott) یک روستا در بریتانیا است که در انگلستان واقع شده‌است.